# ヌサドゥア
座標: 南緯8度48分 東経115度13分 / 南緯8.800度 東経115.217度

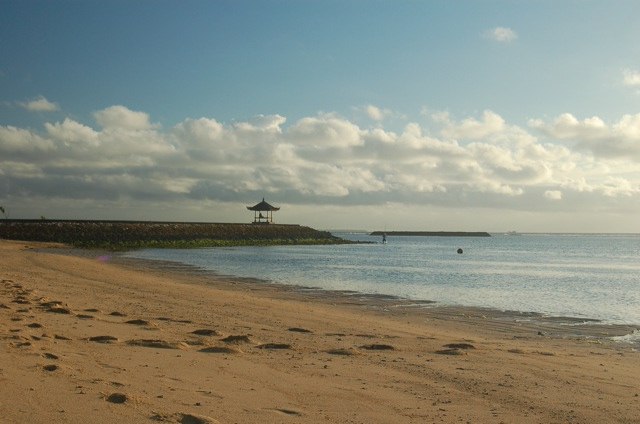
ヌサドゥアのビーチ

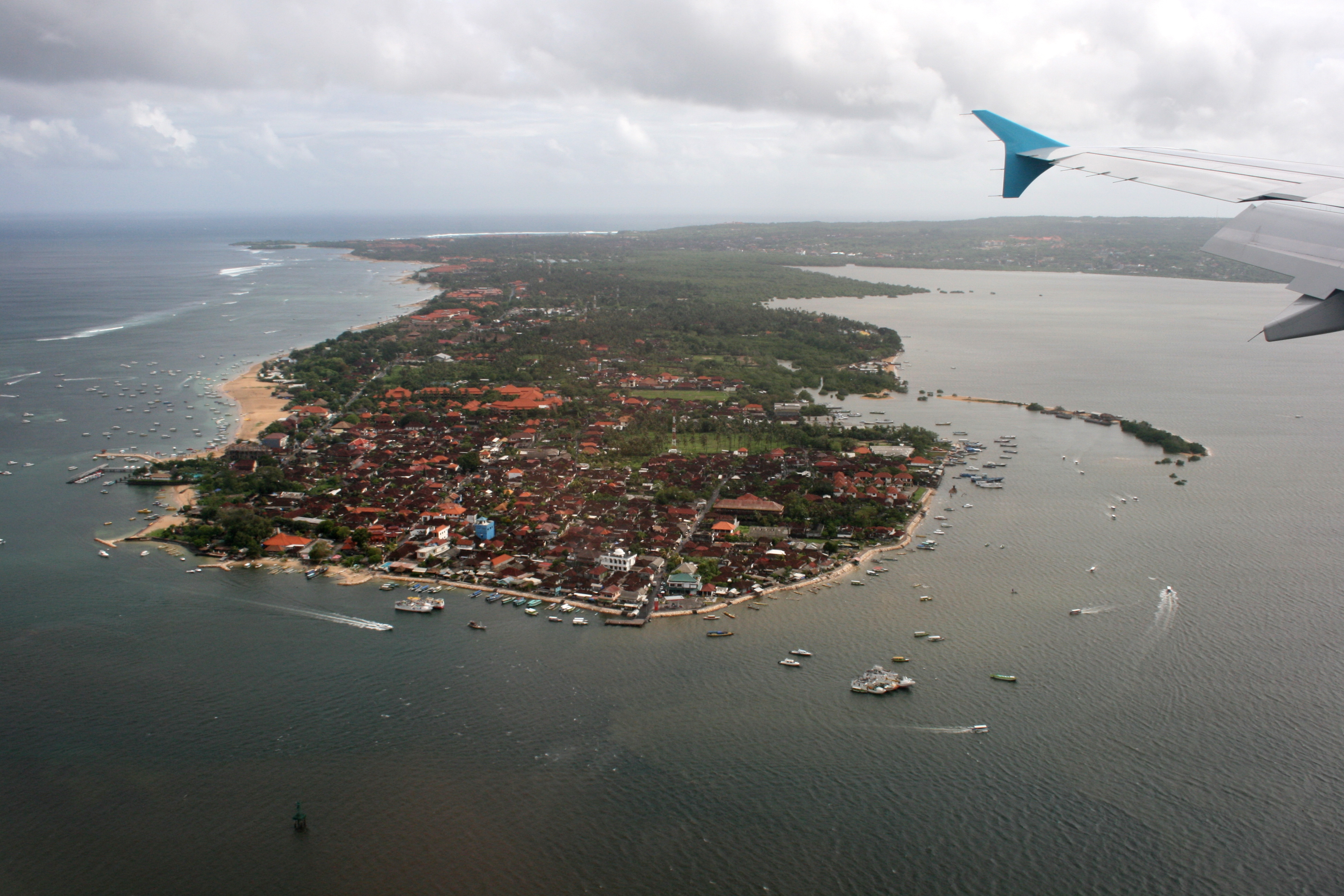
ベノア半島

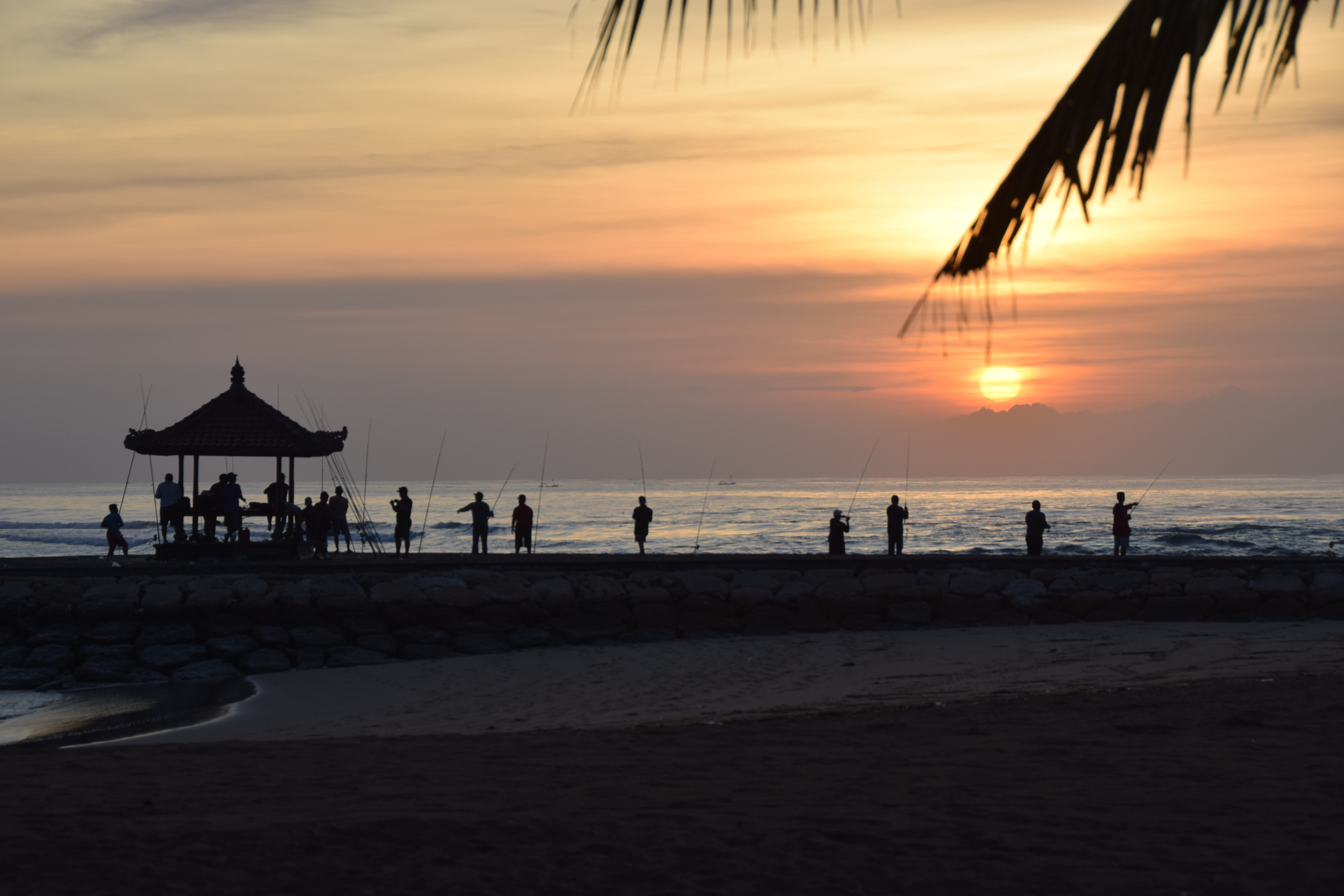
ヌサドゥア

ヌサドゥア (Nusa Dua) は、インドネシア、バリ州の州都デンパサールより40km、バリ島の南東にある大規模な五つ星ホテルが建つビーチリゾート地である。外部とはゲートと堀で区別され、国際的に展開している大型リゾートが多い。空港からはングラライバイパスで結ばれている。また、2013年に開通した海上高速道路はヌサドゥアーングラライ空港前－ブノア港を結んでいる。
ヌサドゥアのコンベンションセンターでは、2007年12月3日から12月14日、地球温暖化対策にどう取り組むかを協議する国連気候変動枠組条約 (unfccc) 第13回締約国会議 (COP13) および京都議定書第3回締約国会合 (COP/MOP3) が開催された。また、2013年10月にAPECが開催され、2022年11月にG20主要国首脳会議が行われた。
ヌサドゥアの北端はベノア（ブノア／タンジュンベノア）半島と呼ばれ、ホテル、ベノア村、マリンスポーツが出来るベノアビーチがある。

## 参照項目
- サヌール (東海岸)
- クタ (西海岸)